# ATF6
ATF6（Activating transcription factor 6）は、ATFファミリーに属する転写因子であり、小胞体ストレスに応答して小胞体タンパク質の発現を誘導する。
折りたたみ不全のタンパク質が小胞体に蓄積すると、ATF6の切断が起こる。切断された細胞質部分は核へ移行し、小胞体シャペロンなどの転写を促進する。

## 機能
ATF6は、小胞体膜に局在する1回膜貫通タンパク質として合成される（II型であり、細胞質側にN末端、小胞体内腔側にC末端がある）。
ATF6は、通常の状態では小胞体内腔部分に分子シャペロンであるBiPが結合しており不活性な状態に保たれているが、小胞体ストレスが生じるとBiPが異常タンパク質の修復に向かうために外れる。これによりゴルジ局在シグナルが露出したATF6はゴルジ体に送られ、S1P（site 1 protease）、S2P（site 2 protease）という2つのプロテアーゼにより切断され転写因子部分が放出され核内に移行する。また、切断された転写因子部分はMAPキナーゼであるp38にリン酸化されることでその機能が亢進する
転写因子の部分は、塩基性ロイシンジッパー構造をとっており、ATF/CREBファミリーに属している。核内では、DNAのER stress response element（ERSE）と呼ばれる領域に結合する。ATF6が転写する標的遺伝子として、転写因子であるCHOPやXBP1、BiP、小胞体関連分解 (Endoplasmic Reticulum(ER)-associated degradation; ERAD）に関わるタンパク質、糖鎖修飾酵素などの小胞体タンパク質などがある。
放出された転写因子は、その後ユビキチン-プロテアソームシステムにおいて分解される。

## アイソフォーム
ATF6はATF6遺伝子にコードされたATF6（またはATF6α）とG13（またはATF6B）遺伝子にコードされたATF6βの2種類のタンパク質が存在する。ATF6βはATF6αに比べて、遅くまた弱く作用する。

## 相互作用
ATF6は、ATF6同士のホモダイマーやXBP1とのヘテロダイマーを形成しうる。また、YY1やNF-Y、TFII-I、血清応答因子と相互作用する。

## 疾患への関与
肝細胞癌では、ATF6や、他の小胞体ストレスタンパク質であるXBP1、BiPの発現上昇・活性化が見られた。また、C型肝炎ウイルスのレプリコンはATF6の活性化を促進する。